# Thérèse-De Blainville
A Regionalidade Municipal do Condado de Thérèse-De Blainville está situada na região de Laurentides na província canadense de Quebec. Com uma área de mais de duzentos quilómetros quadrados, tem uma população de cerca de cento e quarenta mil pessoas. Ela é composta por 7 municipalidades todas cidades.

## Municipalidades

### Cidades
- Blainville
- Boisbriand
- Bois-des-Filion
- Lorraine
- Rosemère
- Sainte-Anne-des-Plaines
- Sainte-Thérèse